# Engis
Engis (in vallone Indji) è un comune belga di 5 715 abitanti, situato nella provincia vallona di Liegi.